# Dino Rosoni
Dino Rosoni (o Rossoni), detto Dino del Mugello o Dino Morsello, in latino Dinus de Rossonis o Mugellanus (Firenze, 1253 circa – Bologna, 1303 circa) è stato un giurista italiano.

## Biografia

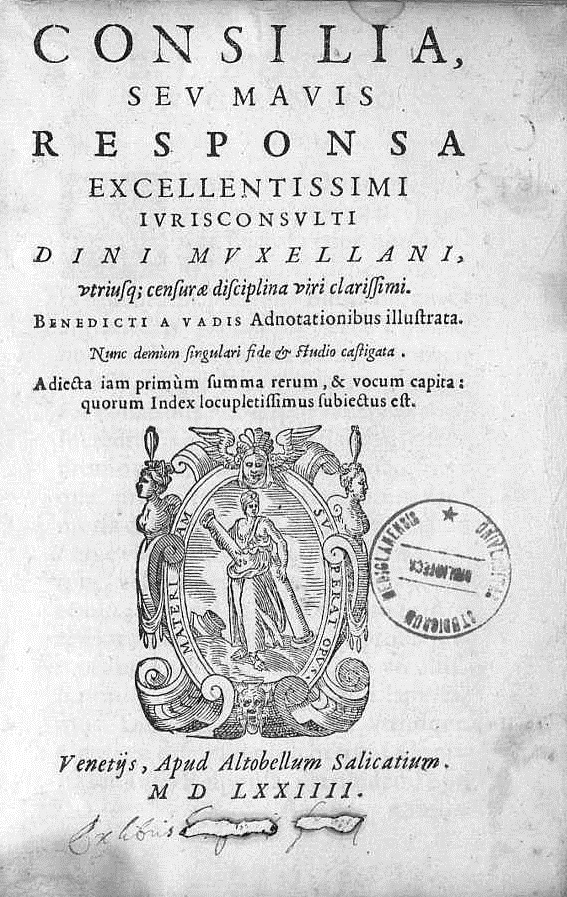
Consilia, 1574

Fu lettore di diritto nelle scuole del comune di Pistoia per 5 anni dal 1279 al 1283 poi nel 1284 fu ordinato professore di diritto civile a Bologna; a Pistoia ebbe come allievo un giovanissimo Cino da Pistoia.
Nel 1296 Carlo II gli offrì un posto, e un ricco stipendio, per insegnare all'Università di Napoli ma Dino rifiutò.
Proprio per la sua fama di civilista, Bonifacio VIII, l'anno successivo, lo chiamò a Roma "abbisognandogli di avere il servigio di uomo che fosse specialmente perito di una tale dottrina, avvegnaché si volesse dal pontefice, per quelle regole, trasfondere nella pratica e nell'uso del fóro ecclesiastico, i principii di ragione già scritti nel diritto romano".
A Roma, insieme a Guglielmо di Mandagut vescovo di Embrun, Berengario Fredoli vescovo di Béziers e Riccardo Petroni vescovo di Siena, partecipò alla compilazione del Sesto libro delle Decretali, una raccolta di decreti dei Concili generali sotto Innocenzo IV, Gregorio X, e di altri pontefici da Gregorio IX fino allo stesso Bonifacio VIII. Tutti i membri della commissione furono poi elevati al rango di cardinale. Tutti meno che Dino, seppure ci avesse sperato, e per questo si era anche separato dalla moglie Bice facendola entrare in convento.
(Filippo Villani, Le vite d'uomini illustri fiorentini)
Fu sepolto prima nel convento di San Domenico a Bologna e successivamente trasferito nella Pieve di Santa Maria a Fagna a Scarperia.

## Opere
- Super infortatio et digesto novo, Bologna, 1971.
- Commentarii in regulas juris, Coloniae, 1617.
- Consilia,.., Lugduni, 1551.
  - (LA) Consilia, Venezia, Altobello Salicato, 1574.
- Tractatus de interesse, 1549.
- Tractatus de glossis cotrariis, 1549.
- Tractatus authenticus des successionibus ab intestato, 1549.
- De regulis juri,.., Lugduni, 1533.
- Preclarus insignis tractatus..., 1527.
- Rubrice totius juris canonici et civilis, J. Petit, 1512.
- Ordo judiciorum

### Manoscritti

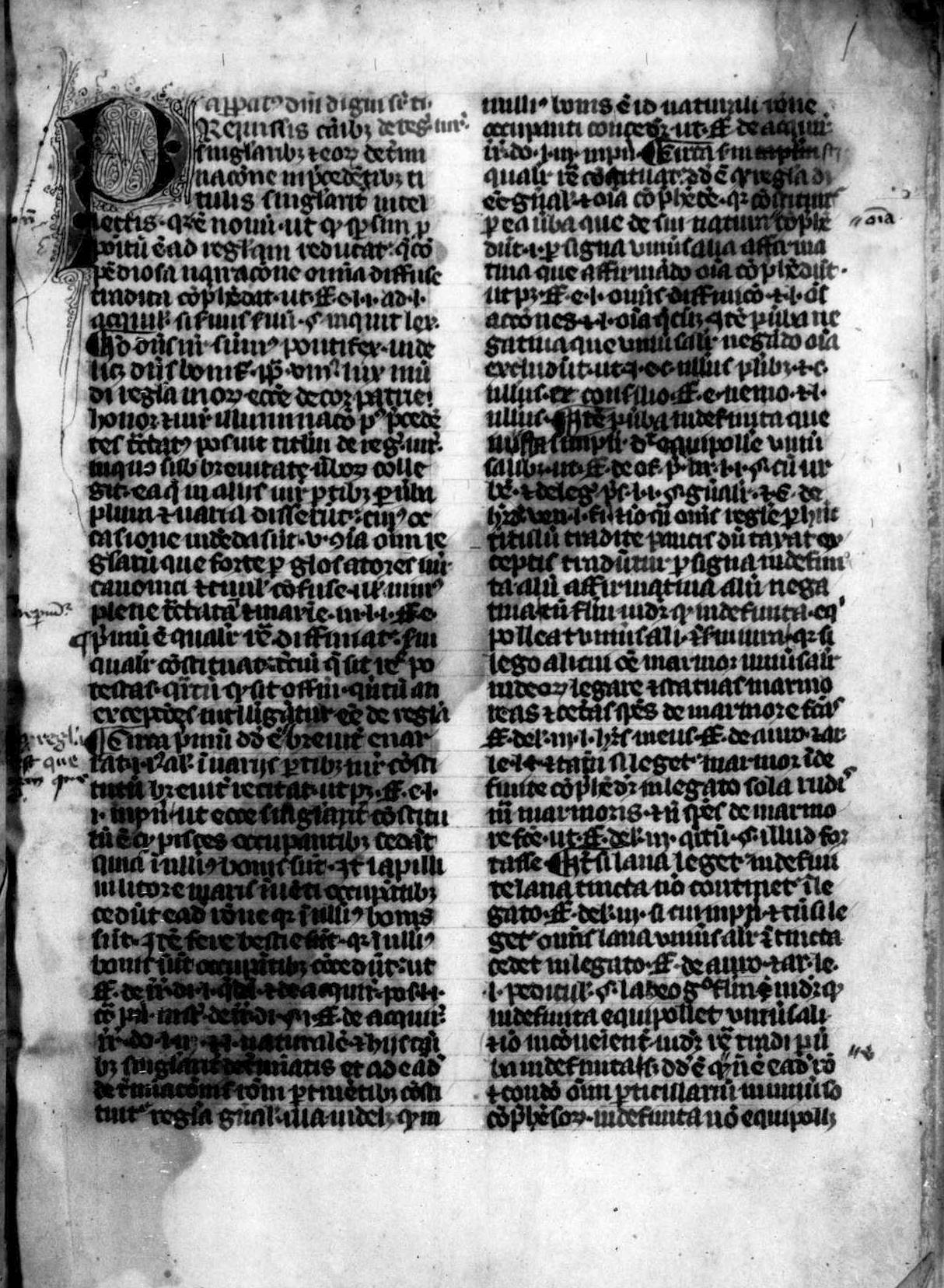
Apparatus super titulum De regulis iuris, manoscritto, XIV secolo

- Tractatus de glossis contrariis, XIV secolo, Paris, Bibliothèque Mazarine, Fonds manuscrits, ms. 1434,  ff. 41-(44).
  -  Glossae contrariae, XIV-XV secolo, Firenze, Biblioteca Nazionale Centrale, Fondo Magliabechiano, Magl. Cl. XXIX.172,  ff. 4v-8v.
- Additiones ad Infortiatum, XIV secolo, Berlin, Staatsbibliothek zu Berlin Preußischer Kulturbesitz, Fragmenta, Fragm. 217.
  -  Additiones ad Infortiatum et ad Digestum novum, XIV secolo, Paris, Bibliothèque Nationale de France, Fonds latin, Lat. 4492.
- Lectura Digesti novi, XIII secolo, San Marino (USA), The Hungtington Library, Manuscripts, EL 07 H 09,  ff. 55-62.
- Lectura Institutionum De actionibus, XIII secolo, Città del Vaticano, Biblioteca Apostolica Vaticana, Fondo Vaticano latino, Vat. lat. 2337,  ff. 151-179.
- Apparatus super titulum De regulis iuris, XIV secolo, Milano, Biblioteca Ambrosiana, Fondo manoscritti, ms. O 137 sup.,  ff. 1r-55v.
  -  Apparatus super titulo De regulis iuris, lib. V Decretalium, XIV secolo, Laon, Bibliothèque municipale, Fonds manuscrits, Ms. 383.
  -  De regulis iuris, XV secolo, Torino, Biblioteca Nazionale Universitaria, Fondo manoscritti, ms. G.I.21.
- Tractatus de praescriptionibus, XIV-XV secolo, Paris, Bibliothèque Nationale de France, Fonds latin, Lat. 4715,  ff. 32-39.
- Tractatus de successionibus ab intestato, XV secolo, Milano, Biblioteca Ambrosiana, Fondo manoscritti, ms. H 172 inf.,  ff. 133-135.
- Consilia, XV secolo, Bologna, Biblioteca Universitaria, Fondo manoscritti, ms. 1867.